# Grand Prix Japonii Formuły 1
Grand Prix Japonii – wyścig Formuły 1 po raz pierwszy zorganizowany w 1976 r. na torze Fuji International Speedway. W latach 1987–2019 roku gościł na torze Suzuka International Racing Course, z wyjątkiem sezonów 2007-2008, kiedy tor Fuji powrócił do kalendarza jako miejsce organizacji wyścigu.
Od początku obecności w kalendarzu Formuły 1 wyścig kojarzony był z emocjami i kontrowersjami. Dzięki temu, że zazwyczaj był to wyścig kończący sezon, często dochodziło tu do decydujących starć pomiędzy pretendentami do tytułu. Sam tor Suzuka jest dużym wyzwaniem dla kierowców. Wszystko to powoduje, że wyścig jest jednym z najbardziej uwielbianych w sezonie. W ciągu 20 Grand Prix Japonii, 11 rozstrzygało losy mistrzostwa (wyścigi w 1976, 1987-1991, 1996, 1998-2000 i 2003 r.), a 5 z tych wyścigów kończyło sezon Formuły 1 (wyścigi w 1976, 1996, 1998-1999 i 2003 r.). W sezonie 2004 Grand Prix Brazylii zastąpiło wyścig w Japonii jako ostatni w sezonie.

## Historia
Inauguracyjne Grand Prix Japonii odbyło się w sezonie 1976 na torze Fuji International Speedway, 40 mil od Jokohamy. O wyścigu zrobiło się głośno dzięki walce Jamesa Hunta i Nikiego Laudy o tytuł mistrzowski. W trudnych, deszczowych warunkach Lauda, który wcześniej w sezonie cudem uniknął śmierci w wypadku podczas Grand Prix Niemiec, wycofał się, tłumacząc, że jego życie jest dla niego ważniejsze, niż mistrzostwo. Hunt zajął trzecie miejsce, co pozwoliło mu na zdobycie mistrzostwa przewagą jednego punktu. Rok później Hunt powrócił tu i odniósł zwycięstwo. Kolizja pomiędzy Gilles'em Villeneuve'em a Ronniem Petersonem, która spowodowała śmierć jednego z marshali, była jednocześnie przyczyną usunięcia Grand Prix z kalendarza F1 na dekadę.
Gdy Formuła 1 powróciła do Japonii w 1987 r., Grand Prix odbyło się na torze Suzuka International Racing Course, 72 km na południowy zachód od Nagoi. Tor został zaprojektowany przez duńskiego architekta Johna Hugenholtza i jest własnością Hondy, która używa go jako toru testowego. Suzuka jest jedynym torem w kalendarzu Formuły 1 w kształcie "ósemki" (odcinek toru przebiega po wiadukcie nad innym odcinkiem, krzyżując się z nim w ten sposób). Na tym torze doszło do kolejnych rozstrzygnięć w walce o tytuł. Gdy Nigel Mansell rozbił samochód Williamsa podczas treningów, mistrzostwo zdobył jego partner, Nelson Piquet. Tor będzie zawsze pamiętany za walkę, jaką toczyli na nim Ayrton Senna i Alain Prost. W trakcie Grand Prix w sezonie 1989 Senna próbował wyprzedzić Prosta aby zachować szansę na obronę tytułu mistrzowskiego, wtedy Francuz najechał na niego, posyłając obu poza tor i zdobywając trzeci tytuł mistrzowski. Rok później Senna odpłacił się Prostowi w podobny sposób, spychając go z toru i zapewniając tytuł sobie. Brazylijczyk przyznał później, że zrobił to celowo.
Przełom XX i XXI wieku przyniósł kolejne, bardziej sportowe rozstrzygnięcia walki o tytuł, najciekawsze pomiędzy Michaelem Schumacherem i Miką Häkkinenem. Najbardziej ekscytującym było Grand Prix w sezonie 2000, kiedy w trudnych, spowodowanych intensywnymi opadami deszczu warunkach, Schumacher odniósł zwycięstwo i zapewnił Ferrari pierwszy tytuł od 1979 r., a trzeci dla siebie. Wyścig w sezonie 2003 był dla Niemca jednym z najcięższych w karierze, zdołał jednak zdobyć jeden punkt gwarantujący mu tytuł, pobijając przy tym rekord pięciu zdobytych tytułów, należący do Juana Manuela Fangio.
Kwalifikacje do Grand Prix w sezonie 2004 zostały przesunięte na niedzielę z powodu tajfunu, który nawiedził okolice toru. Podczas przejazdu ostatnich czterech kierowców w kwalifikacjach w sezonie 2005 nagle pogorszyła się pogoda. W rezultacie czterej najwyżej sklasyfikowani kierowcy startowali z końca stawki. Wyścig wygrał ostatecznie w pięknym stylu Kimi Räikkönen, wyprzedzając na ostatnim okrążeniu Giancarlo Fisichellę.
W 2014 roku miał miejsce pierwszy śmiertelny wypadek od 20 lat. Jules Bianchi wpadł w poślizg na mokrej nawierzchni i uderzył w dźwig ściągający rozbite auto Adriana Sutila. W wyniku kraksy Francuz doznał poważnych uszkodzeń mózgu i zapadł w śpiączkę. Zmarł 17 lipca 2015 roku.
W 2020 roku z powodu pandemii COVID-19 oraz braku zgody na organizację imprezy bez kibiców wyścig został odwołany.

## Tory
Pierwsze dwa Grand Prix Japonii odbyły się na torze Fuji. Po dziesięciu latach przerwy i powrocie do Formuły 1, Grand Prix odbywało się dwadzieścia lat na torze Suzuka. W sezonie 2007 wyścig powrócił na tor Fuji, natomiast od sezonu 2009 miał być organizowany naprzemiennie na obydwu torach, lecz po rezygnacji Fuji, Suzuka całkowicie przejęła Grand Prix Japonii.
- Fuji International Speedway (1976–1977, 2007–2008)
- Suzuka International Racing Course (1987–2006, 2009–2019)

## Zwycięzcy Grand Prix Japonii
| Sezon       |                                          | Kierowca                                 |                                          | Samochód                                 |                                          | Silnik                                   | Tor/Lokalizacja                          |                                          |
| ----------- | ---------------------------------------- | ---------------------------------------- | ---------------------------------------- | ---------------------------------------- | ---------------------------------------- | ---------------------------------------- | ---------------------------------------- | ---------------------------------------- |
| 1976        | USA                                      | Mario Andretti                           | GBR                                      | Lotus 77                                 | USA                                      | Ford Cosworth                            | Fuji                                     | Wyniki                                   |
| 1977        | GBR                                      | James Hunt                               | GBR                                      | McLaren M26                              | USA                                      | Ford Cosworth                            | Fuji                                     | Wyniki                                   |
| 1978 – 1986 | nie rozegrano                            | nie rozegrano                            | nie rozegrano                            | nie rozegrano                            | nie rozegrano                            | nie rozegrano                            | nie rozegrano                            | nie rozegrano                            |
| 1987        | AUT                                      | Gerhard Berger                           | ITA                                      | Ferrari F187                             | ITA                                      | Ferrari                                  | Suzuka                                   | Wyniki                                   |
| 1988        | BRA                                      | Ayrton Senna                             | GBR                                      | McLaren MP4/4                            | JPN                                      | Honda                                    | Suzuka                                   | Wyniki                                   |
| 1989        | ITA                                      | Alessandro Nannini                       | GBR                                      | Benetton B189                            | USA                                      | Ford Cosworth                            | Suzuka                                   | Wyniki                                   |
| 1990        | BRA                                      | Nelson Piquet                            | GBR                                      | Benetton B190                            | USA                                      | Ford Cosworth                            | Suzuka                                   | Wyniki                                   |
| 1991        | AUT                                      | Gerhard Berger                           | GBR                                      | McLaren MP4/6                            | JPN                                      | Honda                                    | Suzuka                                   | Wyniki                                   |
| 1992        | ITA                                      | Riccardo Patrese                         | GBR                                      | Williams FW14B                           | FRA                                      | Renault                                  | Suzuka                                   | Wyniki                                   |
| 1993        | BRA                                      | Ayrton Senna                             | GBR                                      | McLaren MP4/8                            | USA                                      | Ford                                     | Suzuka                                   | Wyniki                                   |
| 1994        | GBR                                      | Damon Hill                               | GBR                                      | Williams FW16B                           | FRA                                      | Renault                                  | Suzuka                                   | Wyniki                                   |
| 1995        | DEU                                      | Michael Schumacher                       | GBR                                      | Benetton B195                            | FRA                                      | Renault                                  | Suzuka                                   | Wyniki                                   |
| 1996        | GBR                                      | Damon Hill                               | GBR                                      | Williams FW18                            | FRA                                      | Renault                                  | Suzuka                                   | Wyniki                                   |
| 1997        | DEU                                      | Michael Schumacher                       | ITA                                      | Ferrari F310B                            | ITA                                      | Ferrari                                  | Suzuka                                   | Wyniki                                   |
| 1998        | FIN                                      | Mika Häkkinen                            | GBR                                      | McLaren MP4/13                           | DEU                                      | Mercedes                                 | Suzuka                                   | Wyniki                                   |
| 1999        | FIN                                      | Mika Häkkinen                            | GBR                                      | McLaren MP4/14                           | DEU                                      | Mercedes                                 | Suzuka                                   | Wyniki                                   |
| 2000        | DEU                                      | Michael Schumacher                       | ITA                                      | Ferrari F1-2000                          | ITA                                      | Ferrari                                  | Suzuka                                   | Wyniki                                   |
| 2001        | DEU                                      | Michael Schumacher                       | ITA                                      | Ferrari F2001                            | ITA                                      | Ferrari                                  | Suzuka                                   | Wyniki                                   |
| 2002        | DEU                                      | Michael Schumacher                       | ITA                                      | Ferrari F2002                            | ITA                                      | Ferrari                                  | Suzuka                                   | Wyniki                                   |
| 2003        | BRA                                      | Rubens Barrichello                       | ITA                                      | Ferrari F2003-GA                         | ITA                                      | Ferrari                                  | Suzuka                                   | Wyniki                                   |
| 2004        | DEU                                      | Michael Schumacher                       | ITA                                      | Ferrari F2004                            | ITA                                      | Ferrari                                  | Suzuka                                   | Wyniki                                   |
| 2005        | FIN                                      | Kimi Räikkönen                           | GBR                                      | McLaren MP4-20                           | DEU                                      | Mercedes                                 | Suzuka                                   | Wyniki                                   |
| 2006        | ESP                                      | Fernando Alonso                          | FRA                                      | Renault R26                              | FRA                                      | Renault                                  | Suzuka                                   | Wyniki                                   |
| 2007        | GBR                                      | Lewis Hamilton                           | GBR                                      | McLaren MP4-22                           | DEU                                      | Mercedes                                 | Fuji                                     | Wyniki                                   |
| 2008        | ESP                                      | Fernando Alonso                          | FRA                                      | Renault R28                              | FRA                                      | Renault                                  | Fuji                                     | Wyniki                                   |
| 2009        | DEU                                      | Sebastian Vettel                         | AUT                                      | Red Bull RB5                             | FRA                                      | Renault                                  | Suzuka                                   | Wyniki                                   |
| 2010        | DEU                                      | Sebastian Vettel                         | AUT                                      | Red Bull RB6                             | FRA                                      | Renault                                  | Suzuka                                   | Wyniki                                   |
| 2011        | GBR                                      | Jenson Button                            | GBR                                      | McLaren MP4-26                           | DEU                                      | Mercedes                                 | Suzuka                                   | Wyniki                                   |
| 2012        | DEU                                      | Sebastian Vettel                         | AUT                                      | Red Bull RB8                             | FRA                                      | Renault                                  | Suzuka                                   | Wyniki                                   |
| 2013        | DEU                                      | Sebastian Vettel                         | AUT                                      | Red Bull RB9                             | FRA                                      | Renault                                  | Suzuka                                   | Wyniki                                   |
| 2014        | GBR                                      | Lewis Hamilton                           | DEU                                      | Mercedes F1 W05                          | DEU                                      | Mercedes                                 | Suzuka                                   | Wyniki                                   |
| 2015        | GBR                                      | Lewis Hamilton                           | DEU                                      | Mercedes F1 W06                          | DEU                                      | Mercedes                                 | Suzuka                                   | Wyniki                                   |
| 2016        | DEU                                      | Nico Rosberg                             | DEU                                      | Mercedes F1 W07                          | DEU                                      | Mercedes                                 | Suzuka                                   | Wyniki                                   |
| 2017        | GBR                                      | Lewis Hamilton                           | DEU                                      | Mercedes F1 W08                          | DEU                                      | Mercedes                                 | Suzuka                                   | Wyniki                                   |
| 2018        | GBR                                      | Lewis Hamilton                           | DEU                                      | Mercedes F1 W09                          | DEU                                      | Mercedes                                 | Suzuka                                   | Wyniki                                   |
| 2019        | FIN                                      | Valtteri Bottas                          | DEU                                      | Mercedes F1 W10                          | DEU                                      | Mercedes                                 | Suzuka                                   | Wyniki                                   |
| 2020        | nie rozegrano z powodu pandemii COVID-19 | nie rozegrano z powodu pandemii COVID-19 | nie rozegrano z powodu pandemii COVID-19 | nie rozegrano z powodu pandemii COVID-19 | nie rozegrano z powodu pandemii COVID-19 | nie rozegrano z powodu pandemii COVID-19 | nie rozegrano z powodu pandemii COVID-19 | nie rozegrano z powodu pandemii COVID-19 |
| 2021        | nie rozegrano z powodu pandemii COVID-19 | nie rozegrano z powodu pandemii COVID-19 | nie rozegrano z powodu pandemii COVID-19 | nie rozegrano z powodu pandemii COVID-19 | nie rozegrano z powodu pandemii COVID-19 | nie rozegrano z powodu pandemii COVID-19 | nie rozegrano z powodu pandemii COVID-19 | nie rozegrano z powodu pandemii COVID-19 |
| 2022        | NED                                      | Max Verstappen                           | AUT                                      | Red Bull RB18                            | AUT                                      | RBPT                                     | Suzuka                                   | Wyniki                                   |
| 2023        | NED                                      | Max Verstappen                           | AUT                                      | Red Bull RB19                            | AUT                                      | Honda RBPT                               | Suzuka                                   | Wyniki                                   |
| 2024        | NED                                      | Max Verstappen                           | AUT                                      | Red Bull RB20                            | AUT                                      | Honda RBPT                               | Suzuka                                   | Wyniki                                   |
| 2025        | NED                                      | Max Verstappen                           | AUT                                      | Red Bull RB21                            | AUT                                      | Honda RBPT                               | Suzuka                                   | Wyniki                                   |

Liczba zwycięstw (kierowcy):
- 6 – Michael Schumacher
- 5 – Lewis Hamilton
- 4 – Max Verstappen, Sebastian Vettel
- 2 – Fernando Alonso, Gerhard Berger, Damon Hill, Mika Häkkinen, Ayrton Senna
- 1 – Mario Andretti, Rubens Barrichello, Valtteri Bottas, Jenson Button, James Hunt, Alessandro Nannini, Riccardo Patrese, Nelson Piquet, Nico Rosberg, Kimi Räikkönen

Liczba zwycięstw (producenci podwozi):
- 9 – McLaren
- 8 – Red Bull Racing
- 7 – Ferrari
- 6 – Mercedes
- 3 – Benetton, Williams
- 2 – Renault
- 1 – Lotus

Liczba zwycięstw (producenci silników):
- 11 – Mercedes
- 10 – Renault
- 7 – Ferrari
- 5 – Ford
- 3 – Honda RBPT
- 2 – Honda
- 1 – RBPT